# کسمارتیدن
کسمارتیدن یکی از سه معشوقهٔ محبوب اردشیر یکم از بابل بود. او مادر دو شاهزاده داریوش دوم و آرسیتس بود. او در سال ۴۲۴ پیش از میلاد از حامیان اصلی پسرش در شورش علیه حکومت سغدیانوس بود و پس از به سلطنت رسیدن پسرش ملکه مادر شد اما گویی در اوایل سلطنت پسرش درگذشت.